# QUICK
株式会社QUICK（クイック）は、日本経済新聞系列の金融関連の情報を提供する日本の企業。日経平均株価の算出や証券会社への情報提供を担う。
上場企業1,600社を調査対象とする日本最大規模のコンセンサスサービス「QUICKコンセンサス」を提供している。またアナリスト300名以上を対象に、債券・為替・株式の市場動向を毎月調査する「QUICK月次調査」や上場企業200社前後にアンケートする「QUICK短観」などの経済調査サービスを提供している。結果はQUICKが提供する情報端末で閲覧できる。
QUICKは旧商号「株式会社市況情報センター」の英文名称「Quotation Information Center K.K.」の略称である。

## 概要
1971年に大蔵省の指導のもと、日本初の金融ベンダー「市況情報センター」として設立された。1974年にオンライン証券システムの「ビデオ-I」の提供を開始して以降、急速に市場を獲得した。2003年に社名を現在の株式会社QUICKに変更した。
顧客はほとんどが証券会社をはじめとした金融関連の企業で、BtoB事業が中心である。ただ、近年はQUICK Money WorldやQr1 for Personalなど個人向けサービスの提供を開始しており、BtoC事業にも力を入れている。
債券・為替・株式市場の関係者に毎月調査を行い、今後の市場動向を予測し「QUICK月次調査」として発表している。
また毎月、　全国の上場企業を対象として業況や設備投資など複数の項目をアンケートし、「QUICK短期経済観測調査（QUICK短観）」として発表している。規模が大きく速報性も高いことから、日本銀行が四半期ごとに公表する全国企業短期経済観測調査（日銀短観）の先行指標として市場で注目を集める。

## 沿革
- 1971年10月 - 株式会社市況情報センター（略称：QUICK）設立。
- 1973年02月 - 大阪支社開設。
- 1987年01月01日 - 「株式会社くいっく」に商号変更。
- 2003年03月26日 -「株式会社QUICK」に商号変更。
- 2015年05月01日 - 株式会社ニューラルと提携し、QUICK ESG研究所ポータルサイトを開設。
- 2019年10月16日 - QUICK Money World[1]をリニューアル。

## その他
- 日本経済新聞系列の企業でありながら、かつては『NNN日曜夕刊』（NNN系列）などのスポンサーに名を連ねていた。
- 2014年8月14日、上場企業を担当する美少女キャラクターが株価や財務情報を発信する「IRroid」というサイトを開設[2]。各キャラクターはあくまで「担当」という触れ込みだが、萌え擬人化の一種といえる[3]。
- 2015年12月21日、「IRroid」の派生としてiOS向けアプリ「IRroid 恋の有効フロンティア」配信開始（開発：UEI）[4]。2016年12月1日には、Android版も配信開始した。プレイヤーは「カブ主」として、お気に入りのキャラクターに投資をして、親交を深めて行く。現実の株価と連動し、キャラクターの機嫌や体調として反映される仕組みになっている（実際の株取引ができるわけではない）。2017年9月22日限りでサービス終了。